# Основаване на ВМОРО
Основаването на Вътрешната македоно-одринска революционна организация става на 23 октомври (стар стил, 4 ноември нов стил) 1893 година в Солун. Нейни основатели са шестима македонски българи: Дамян Груев от с. Смилево, който тогава е коректор в печатницата на Коне Самарджиев; д-р Христо Татарчев от Ресен, който е лекар в българската мъжка гимназия в Солун; Петър Попарсов от с. Богомила, който е учител в българската мъжка гимназия в града; Христо Батанджиев от с. Гюмендже, който е секретар на Българската митрополия в Солун; Антон Димитров от с. Айватово, който както и Попарсов е учител в българската мъжка гимназия и Иван Хаджиниколов от Кукуш, който е книжар в града, и в чиято квартира става основаването. Организацията е продължител на БРЦК и на делото на Христо Ботев, Васил Левски, Георги Раковски.

## Предистория
След подписването на Берлинския договор на 13 юли 1878 година, населението в Македония и Одринско остава под османско владичество, извън пределите на новосъздадената българска държава, както е предвидено в прелиминарния Санстефански мирен договор от 3 март същата година. В пределите на Османската империя с Берлинския договор е създадена автономната провинция Източна Румелия, а с член 23 от договора е предвидена автономия и за други части на Европейска Турция. Още тогава били направени опити за създаване на трайна революционна структура – комитетите „Единство“, но те били неуспешни. Основаването в Пловдив на Българския таен централен революционен комитет (БТЦРК) през 1885 година имало за първоначална цел извоюването на автономия на Македония (Западна Румелия). В действителност обаче била постигната по-лесната цел – съединението на Източна Румелия с Княжество България. Впоследствие започнали да възникват и други революционни групи и кръжоци, които да подготвят революционното движение в Македония и Одринско. Такъв опит за създаване на революционна организация за освобождение на Македония и Одринско бил направен в Пловдив през 1889 – 1890 година от Пере Тошев и Андрей Ляпчев, бивши членове на БТЦРК. Междувременно сред учениците на Солунската българска мъжка гимназия действал Таен революционен кръжок, ръководен от Гоце Делчев. През 1891 година Дамян Груев и Петър Попарсов, по онова време студенти в Софийския университет, се заемат да организират част от състудентите си. Те създават в София тайно младежко дружество, наречено „Дружба“.
Целта на дружеството според Попарсов била:
| „ | ...Да вербува съмишленици, които да заминат в Македония и там, на място, както някога Васил Левски и другарите му, да подготвят почва за революционното движение съобразно с местните условия... | “ |

На следващата година, след завършване на образованието си, те се прибират в Македония, където стават екзархийски учители. Дейност, подобна на тяхната, развива в Солун Иван Хаджиниколов, който е български книжар там. През 1892 г. той се среща в София с Гоце Делчев, който вече е юнкер във военното училище, и с Коста Шахов, като съгласуват намеренията си за организиране на въоръжена борба. След завръщането си в Солун Хаджиниколов започва да търси хора за осъществяване на този проект.

## Създаване
Така на 23 октомври 1893 година в Солун шестима български интелектуалци създават революционен комитет. На тази първа среща, която изиграва ролята на учредителен конгрес, в квартирата на Батанджиев се събират доктор Христо Татарчев, Дамян Груев, Иван Хаджиниколов, Петър Попарсов, Христо Батанджиев и Антон Димитров. Според Дамян Груев: 
| „ | „Мислехме да създадем организация по подобие на революционната организация в България преди Освобождението, да действаме по примера на Ботев, Левски, Бенковски и др.“ | “ |

Задачата им е да подготви и сплоти българското население в Македония и Одринска Тракия и да даде организиран отпор на сръбската пропаганда. Първоначалната цел е да се извоюва автономия на Македония и Одринско (както е определено в чл. 23 на Берлинския договор) и евентуално след това да се пристъпи към обединение със свободните български земи. Според Хр. Татарчев: 
| „ | „Не можехме да възприемем гледището „прямо присъединение на Македония с България, защото виждахме, че туй ще срещне големи мъчности поради противодействието на великите сили и аспирациите на съседните малки държави и на Турция“. | “ |

Дамян Груев определя целта на Организацията по-късно по следния начин: 
| „ | „Ние сме българи и всякога ще работим за обединението на българщината. А всички други формули са етап за постигането на тази цел“. | “ |

Наскоро след това са проведени още две срещи. Срещите се провеждат без да се водят протоколи и без да се избира първоначално ръководство. Според Попарсов групата била наречена формално „Комитет за придобиване политическите права на Македония, дадени от Берлинския договор“. На ново събрание на същата група, проведено пак в Солун в началото на 1894 година, присъстващите вече имали под ръка екземпляр от „Записки по българските въстания“ на Захари Стоянов, в който били публикувани Уставът и Наредбата на Българския революционен централен комитет. Те я взимат като образец за първия устав на организацията. Изработването му е възложено на Попарсов. Формирано е ръководно тяло на организацията – Централен комитет. Неговият състав е: д-р Христо Татарчев – председател; Дамян Груев – секретар; Иван Хаджиниколов – подпредседател; Антон Димитров – касиер; Петър Попарсов и Христо Батанджиев – съветници. Някои историци допускат, че тогава организацията е наименована според първия й току що изработен устав Български македонско-одрински революционни комитети.

## Консолидиране
Консолидирането на организацията станало на Ресенския конгрес през лятото на 1894 г. Одобрен е изготвеният устав. Започва издаването на революционните вестници „На оръжие“ и „Бунтовник“ и се изготвя Правилник на българските македоно-одрински революционни комитети. Началните стъпки на организацията са много предпазливи. В конспирацията се посвещават само ограничен кръг от хора – предимно първенците по градовете и селата, учителите, свещениците и т.н.

## Галерия
- Христо Татарчев
- Даме Груев
- Христо Батанджиев
- Иван Хаджиниколов
- Петър Попарсов
- Антон Димитров